# Odontomachus yucatecus
Odontomachus yucatecus is een mierensoort uit de onderfamilie van de Ponerinae. De wetenschappelijke naam van de soort is voor het eerst geldig gepubliceerd in 1976 door Brown.